# 김용욱
김용욱(1931년 5월21일~)
대한민국 경상남도 합천군 율곡면 출생

## 역대 선거 결과
|  | 40.59% |

|  | 22.35% |

| 관선 마지막 평창군수 백용덕 | 제34대 강원도 평창군수 1995년 7월 1일~1998년 6월 30일 | 후임 권혁승 |